# Route 341 (Nouvelle-Écosse)
Pour les articles homonymes, voir Route 341.
La route 341 est une route secondaire de la Nouvelle-Écosse d'orientation nord-sud et est-ouest, située dans le centre-sud-ouest de la province, dans la région de Kentville. Elle est une route faiblement empruntée somme toute, reliant la ville aux villages plus au nord. De plus, elle mesure 10kilome, et est une route asphaltée sur l'entièreté de son tracé.

## Tracé
La route 341 débute dans le centre-ville de Kentville, à sa jonction avec la rue principale, la route 1. Elle quitte la ville en empruntant la rue Nichols, puis elle croise la route 359. À Upper Dyke Village, elle tourne vers l'est pour 5 kilomètres, puis elle se termine à Canard, alors qu'elle croise la route 358.

## Communautés traversées
- Kentville, km 0-2
- North Dyke Village, km 5
- Upper Canard, km 7
- Canard, km 10[2].